# Gesneria calycina
Gesneria calycina là một loài thực vật thuộc họ Gesneriaceae. Đây là loài đặc hữu của Jamaica.